# Mesosa postmarmorata
Mesosa postmarmorata là một loài bọ cánh cứng trong họ Cerambycidae.